# Billboard 200
De Billboard 200 is een Amerikaanse hitlijst. De lijst bevat de 200 bestverkochte muziekalbums in de Verenigde Staten en wordt wekelijks gepubliceerd in Billboard Magazine.

## Geschiedenis
Billboard begon in 1945 met de Top 5 Popular Album Chart, die tot begin 1956 onregelmatig verscheen. Pas in maart 1956 begon de eerste wekelijkse lijst, de Best Selling Popular Albums. De afmeting van deze lijst varieerde van een top 10 tot een top 30. In 1957 kreeg de lijst een vaste afmeting van 25 titels.
In 1959 werd de lp-lijst opgesplitst in aparte lijsten voor mono- en stereo-lp's. Dit duurde tot augustus 1963.
In 1960 kwam er een verdere opsplitsing in Action Charts (voor albums die maximaal 29 weken genoteerd stonden) en Essential Inventory lijsten (voor albums die langer dan 29 weken genoteerd stonden).
In maart 1961 werden de Action Charts en de Essential Inventory lijsten weer gecombineerd in één mono- en één stereo-hitlijst. De afmeting was 150 titels voor mono-lp's en 50 voor stereo-lp's.
Vanaf augustus 1963 werden de verkoopgegevens van mono- en stereo-albums gecombineerd in één algemene albumlijst. Aanvankelijk was de afmeting 150 titels, om in 1967 tot een top 175 te groeien. Vanaf 13 mei 1967 is de lp-lijst een top 200. De naam ervan veranderde van Top LP's  in 1967 tot Top 200 Albums in 1984 en sinds 1992 The Billboard 200.

## Regels
Lange tijd hanteerde Billboard verschillende regels om te bepalen welke albums toegelaten werden in de Billboard 200. Zo werden al te oude albums geweerd. Deze zogenoemde catalog titels werden in een aparte hitlijst gezet zodra ze achttien maanden oud werden en naar een positie beneden de 100 waren gezakt. Ook albums die helemaal nog nooit in de Billboard 200 hadden gestaan maar al wel achttien maanden of ouder waren, konden niet (meer) terugkeren in de lijst. Dit kon soms tot vreemde situaties leiden. Zo had Michael Jackson vlak na zijn dood in 2009 de drie bestverkochte albums in de VS, maar stonden deze niet in de top van de Billboard 200 omdat de albums al jaren oud waren. Deze regel werd in 2009 opgeheven en sindsdien verschijnen regelmatig oudere albums in de Billboard 200. (In oktober 2014 stond bijvoorbeeld het 40 jaar oude Dark Side of the Moon van Pink Floyd in de Billboard, voor de 883e week).
Een andere inmiddels afgeschafte regel schreef voor dat alleen albums die overal verkrijgbaar waren, in de lijst werden opgenomen. De laatste jaren komt het echter steeds vaker voor dat een album exclusief in één winkelketen, of alleen online, verkrijgbaar is. Deze albums werden tot 2007 niet toegelaten tot de Billboard 200. De regel werd geschrapt toen The Eagles het bestverkochte album in de VS hadden met Long Way Home, dat uitsluitend bij één winkelketen kon worden gekocht. Billboard erkende dat met deze regel geen recht werd gedaan aan goed verkopende albums zoals dat van The Eagles, waarna het beleid werd aangepast.
Tegenwoordig maakt het dus niet meer uit hoe oud een album is en waar, en in welke vorm, het verkrijgbaar is. Met enige regelmaat staan albums genoteerd die uitsluitend in digitale vorm te koop zijn.